# Majorià
| vàndals sueus vascons visigots burgundis | alamans francs rugis ostrogots |

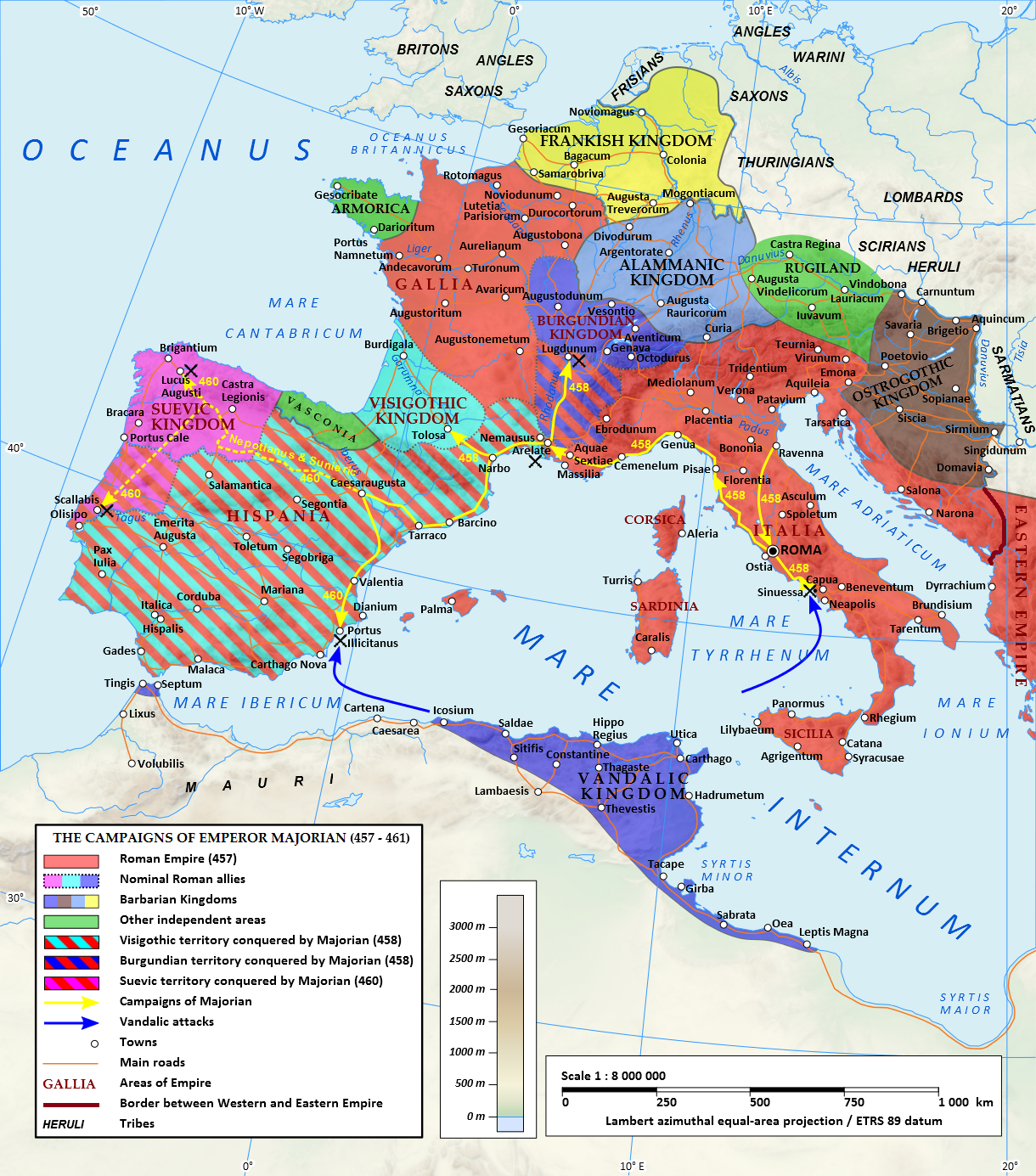
Durant els seus quatre anys de regnat Majorià va reconquerir bona part d'Hispània i sud de la Gàl·lia, reduint els visigots, burgundis i sueus a la condició de federats.
vàndals
sueus
vascons
visigots
burgundis
alamans
francs
rugis
ostrogots

Juli Valeri Majorià (en llatí: Julius Valerius Majorianus) fou emperador romà del 457 al 461. Per la seva habilitat militar, va gaudir de suport entre les tropes i això va fer que fos nomenat emperador després de la deposició de l'anterior (Avit). No va voler caure en els mateixos errors que el seu predecessor i va demostrar respecte per la classe senatorial i va nomenar preferentment romans per als càrrecs de confiança. Es va preocupar per la crisi econòmica i va fer lleis per reduir la despesa. Una altra qüestió que el va preocupar va ser la creixent despoblació, tema que es veu reflectit en les lleis que va promulgar. Va haver de fer sotmetre les províncies de la Gàl·lia que no l'acceptaven com a emperador i convèncer al seu favor el governador d'Il·líria. Durant el seu regnat hi van haver invasions d'alamans a Itàlia, que va poder aturar. També va dedicar temps i esforços lluitant contra els sueus i altres tribus d'Hispània, però els vàndals el van derrotar a Portus Illicitanus (a la rodalia d'Elx).